# Otto Rudolf Vitzthum von Eckstädt
Otto Rudolf Graf Vitzthum von Eckstädt (* 18. Oktober 1831 in Berlin; † 21. Mai 1906 auf dem Landsitz Bost, Blankenese, abweichendes Datum 31. Mai 1906) war ein deutscher Verwaltungs- und Hofbeamter und Parlamentarier.

## Leben
Otto Rudolf Vitzthum von Eckstädt wurde als Sohn des Garde-Artillerie-Hauptmanns Ludwig Graf Vitzthum von Eckstaedt und der Marianne geb. Fleischmann geboren. Nach dem Besuch des Vitzthum-Gymnasium Dresden studierte er an der Rheinischen Friedrich-Wilhelms-Universität Bonn. 1851 wurde er Mitglied des Corps Borussia Bonn. Zum Dr. pil. promoviert wurde er preußischer Verwaltungsbeamter. 1863–1868 war Graf Vitzthum von Eckstädt Landrat des Kreises Sagan. Er war preußischer Kammerherr und Zeremonienmeister. 1866/67 vertrat er als Abgeordneter den Wahlkreis Liegnitz 2 im Preußischen Abgeordnetenhaus. Er gehörte der Fraktion der Konservativen Partei (Preußen) an.
Vitzthum von Eckstädt war verheiratet mit Helene Bertha geb. Jenisch. Ihre Tochter Carola war mit dem preußischen Generalmajor Adolf von Bülow verheiratet. Ihre Tochter Freda wurde Ehefrau des preußischen Generalmajors Karl Graf von Klinckowström (1848–1903). Ihre Enkel waren der Staatssekretär im Auswärtigen Amt Bernhard Wilhelm von Bülow und der Kultur- und Technikhistoriker Carl Graf von Klinckowström.